# 84 Geminorum
84 Geminorum är en orange stjärna i stjärnbilden Tvillingarna.
84 Geminorum har visuell magnitud +7,04 och kräver fältkikare för att kunna observeras. Den befinner sig på ett avstånd av ungefär 1 075 ljusår.